# Подвиги Геракла: Геракл в царстве теней
«Подвиги Геракла: Геракл в царстве теней» (итал. Ercole al centro della Terra) — итальянский приключенческий фильм по мотивам древнегреческих мифов о Геракле. Премьера картины состоялась 16 ноября 1961 года в Италии.

## Сюжет
Узурпатор Лик нанимает убийц расправиться с Гераклом. Узнав, что сын Зевса и его друг Тесей выжили, он вызывает к жизни свою племянницу принцессу Деяниру, на которой Геракл должен был жениться после долгих скитаний. Лик заявляет герою, что его возлюбленная смертельно больна, а над царством висит проклятье.
Оракул Медея, подчинившись воле Зевса, сообщает, что Гераклу нужно добыть волшебный камень в царстве Аида, чтобы спасти возлюбленную и снять проклятье. Вместе с Тесеем и его приятелем Телемахом, герой отправляется в сад Гесперид, чтобы сорвать золотое яблоко для прохода в подземное царство.
Пока Геракл пытается добыть камень жизни, Тесей находит Персефону и, влюбившись, забирает её с собой. Во время шторма по совету девушки он выбрасывает золотое яблоко за борт, лишая Геракла возможности спасти Деяниру.
Вернувшись, Геракл с помощью камня жизни исцеляет Деяниру. Медея объявляет, что Тесей, влюбившись наперекор воли богов в Персефону, является причиной обрушившихся на царство новых несчастий. Тесей не собирается отказываться от своих чувств и Геракл побеждает друга. Персефона предотвращает смерть возлюбленного и обвиняет Лика. Геракл сражается с мертвецами, чтобы предотвратить обряд принесения Деяниры в жертву, и убивает Лика.

## В ролях
- Рег Парк — Геракл
- Кристофер Ли — Лик
- Леонора Руффо — Деянира
- Джордж Ардиссон — Тесей
- Мариса Белли — Аретуса
- Ида Галли — Персефона
- Франко Джакобини — Телемах
- Мино Доро — Керос
- Моника Нери — Елена
- Эли Драго — Иокаста
- Гая Джермани — Медея
- Раф Бальдассарре — наёмник
- Элизабетта Паван — Тамар

## Съёмочная группа
- Режиссёры-постановщики: Марио Бава и Франко Проспери
- Авторы сценария: Марио Бава, Сандро Континенца, Франко Проспери и Дуччо Тессари
- Продюсер: Акилле Пьяцци
- Композитор: Армандо Тровайоли
- Оператор-постановщик: Марио Бава
- Монтажёр: Марио Серандреи
- Художник-постановщик: Франко Лолли
- Художник по костюмам: Марио Джорзи
- Гримёры: Ренцо Франчьони и Франко Паломби
- Постановщик звуковых и визуальных спецэффектов: Тонино Качьоттоло

## Интересные факты
Моника Нери указана в титрах, как Розальба Нери. Розальба — сестра Моники. В интервью журналисту Тиму Лукасу она объяснила, что не может появиться на съёмках фильмах из-за других обязательств, и поэтому уступила роль своей сестре Монике.
В интервью программе «100 лет ужаса» Кристофер Ли не без юмора рассказывал, что во время съемки кульминационного эпизода схватки Геракла с Лико у них с Регом Парком долго не получалось сыграть эту сцену с должным серьёзным выражением, что доводило режиссёра Мари Баву до неистовства. Оба актёра невольно начинали смеяться, осознавая, как со стороны выглядит схватка «человека размером со шкаф» с сухопарым персонажем злого колдуна. Данный эффект усиливался, потому что по сценарию Геракл с размаху бросал Лико и тот феерично отлетал прочь. В конце концов им удалось снять в один дубль, а звук наложен позже.

## Саундтрек
Саундтрек к фильму выпущен в 2006 году под лейблом «Digitmovies» как 5 том в составе «Антологии оригинальных саундтреков Марио Бава».

### Список композиций
| Номер | Название трека                                 | Длительность |
| ----- | ---------------------------------------------- | ------------ |
| 01    | Preludio                                       | 2:11         |
| 02    | Titoli                                         | 3:11         |
| 03    | Apparizione Di Ercole                          | 1:49         |
| 04    | Agguato & Battaglia                            | 1:42         |
| 05    | Nel Regno Di Lyco                              | 1:55         |
| 06    | Deianira Prigioniera Di Lyco                   | 1:30         |
| 07    | Pazzia Di Deianira                             | 2:50         |
| 08    | L’Oracolo                                      | 2:03         |
| 09    | Lotta Di Ercole & Salpando Verso L’Ade         | 3:24         |
| 10    | Risveglio Nell’Ade                             | 1:46         |
| 11    | La Mela D’Oro                                  | 2:58         |
| 12    | Stratagemma Di Ercole & Il Mostro Di Pietra    | 2:49         |
| 13    | Tortura & Distruzione Del Mostro               | 1:39         |
| 14    | Ombre Dell’Ade                                 | 1:02         |
| 15    | Precipizio Di Fiamme                           | 1:35         |
| 16    | Vento Infernale                                | 2:15         |
| 17    | Appesi Al Vuoto                                | 3:45         |
| 18    | Anima Perduta                                  | 2:38         |
| 19    | In Mare & Tempesta                             | 2:07         |
| 20    | Arrivo Ad Ecalia                               | 1:30         |
| 21    | Ercole E Deianira (Tema D’Amore)               | 2:04         |
| 22    | Oscuro Presagio & Uccisione Di Elettra         | 2:03         |
| 23    | Il Potere Maligno Di Lyco                      | 2:14         |
| 24    | Deianira Contro Lyco & Amore Di Persefone      | 1:47         |
| 25    | Risveglio Dei Morti Viventi                    | 5:29         |
| 26    | Ercole Contro Lyco                             | 1:39         |
| 27    | Ercole Contro I Morti Viventi & Il Ritorno     | 3:05         |
| 28    | L’Amore Trionfa (Finale)                       | 1:17         |
|       | Бонус-трек:                                    |              |
| 29    | Ercole Al Centro Della Terra (Intervallo Film) | 0:19         |